# Madison Kocian
Madison Taylor Kocian (Dallas, 15 juni 1997) is een Amerikaanse turnster. Ze werd in 2015 wereldkampioene op de brug en behaalde in 2016 zilver op de Olympische Spelen. Ze was lid van het team dat goud won op de Olympische Spelen in Rio de Janeiro en ze was ook lid van het team dat goud won bij het WK van 2014 en 2015.

## Persoonlijk leven
Kocian is geboren in Dallas, Texas. Haar ouders lieten haar al op jonge leeftijd turnen. Toen ze vijf jaar oud was, schreven haar ouders haar in bij de World Olympic Gymnastics Academy (WOGA) in Plano, Texas. De eigenaar van WOGA was Valeri Liukin; in dezelfde sporthal trainden olympisch kampioenen Carly Patterson en Nastia Liukin. Patterson en Liukin waren ook voorbeelden voor Kocian, vooral Liukin zag Kocian als haar grote zus. Kocian heeft een jongere broer en werd katholiek opgevoed.
Kocian ging naar de Spring Creek Academy in Plano, Texas, tevens de school waar Patterson en Liukin op zaten. Kocian studeerde af in 2015. In de herfst van 2016 begon ze aan de UCLA. Ze zit in het turnteam van de universiteit.
Kocian was een van de slachtoffers van seksueel misbruik van de voormalige arts van de Amerikaanse turnbond Lawrence 'Larry' Nassar.

## Loopbaan

### Junior

#### 2009
Kocian haalde het U.S. Junior National Team, toen ze 12 was. Op de nationale kampioenschappen werd ze zesde in de meerkamp. Later dat jaar werd Kocian geselecteerd om voor Team USA deel te nemen aan de Top Gym Junior competitie in Charleroi. Ze won een bronzen medaille in de meerkamp, goud op de brug en zilver op balk.

#### 2010
Op 13-jarige leeftijd, werd Kocian vijfde op de U.S. Classic in Chicago en kwalificeerde ze zich voor de U.S. National Championships in Hartford, Connecticut, waar ze een bronzen medaille won op de brug.

#### 2011 - 2012
In 2011 nam Kocian deel aan slechts twee wedstrijden, de WOGA Classic en de City of Jesolo Trophy, een internationale wedstrijd in Venetië. In Italië won ze goud in de junioren divisie met een score van 57.750. In 2012 miste Kocian het seizoen door een blessure, maar behaalde een zilveren medaille op de WOGA Classic.

### Senior

#### 2013
Kocians senior carrière begon in 2013, tijdens de Secret U.S Classic Illinois, waar ze 7e werd op de meerkamp en zilver behaalde op de brug met een score van 14,450. Tijdens de kwalificatie voor de nationale kampioenschappen begon Kocian goed op de brug en de balk, maar bij haar derde oefening op de vloer verzwikte ze haar enkel en werd ze uit de wedstrijd gehaald, waardoor ze de voltige en dag twee miste. Ze werd niet geselecteerd voor het Wereldkampioenschapsteam maar wel voor de nationale ploeg.

#### 2014
Ze begon haar seizoen met een wedstrijd op de WOGA Classic, een internationale wedstrijd die door haar club werd georganiseerd.
Kocian deed mee aan twee onderdelen, brug en balk, op de Secret U.S. Classic, waar ze tweede werd op balk en 12de op de meerkamp.
Op de nationale wedstrijd deed ze mee op balk en brug. Op balk won ze zilver en 5de op balk.
In augustus en september nam Kocian deel aan de Pan-Amerikaanse kampioenschappen in Mississauga. Ze hielp het Amerikaanse team eerste te worden in de teamcompetitie. In de finale werd ze tweede op de brug met een score van 14,825.
Op 17 september werd Kocian geselecteerd om deel te nemen aan de Wereldkampioenschappen in Nanning. In de kwalificaties deed ze mee aan de meerkamp en kwalificeerde zich als 14de met een score van 55,966, maar kwam niet in de meerkampfinale door de twee-per-land regel en Simone Biles, Kyla Ross en Mykayla Skinner die hogere scores hadden. Ze deed mee aan de teamfinale op de balk en droeg met een balkscore van 14,900 bij aan de gouden medaille voor het Amerikaanse team.

#### 2015
Op 25 juli nam Kocian deel aan de Secret U.S. Classic en eindigde als eerste op brug met een score van 15,600, vóór Olympisch kampioene in de meerkamp van 2012 en brug finalist Gabby Douglas en Bailie Key. Ze werd ook negende op balk met een wankele routine met verschillende wiebels, met een score van 13,850.
Op 13 en 15 augustus deed Kocian mee aan de 2015 P&G Championships, waar ze voor het eerst sinds 2013 meedeed aan de meerkamp waar ze haar enkel ernstig blesseerde. Ze werd 6de in de meerkamp met een totaal van 115,950 over twee avonden en plaatste zich daarmee achter Simone Biles, Maggie Nichols, Aly Raisman, Bailie Key, en Gabby Douglas. Ze bleef  Alyssa Baumann en Mykayla Skinner 0,250 voor.
Kocian begon op balk waar ze viel en een wankele oefening had hierdoor een 13,100 scoorde. Op vloer scoorde een 13.800 met een startwaarde van 5.6. Op sprong behaalde ze een scoorde een 14,650. Op balk, haar beste onderdeel, had ze prachtige lijnen en uitvoering, behaalde ze er een score van 15.500, de hoogste balkscore van de avond. Ze eindigde de avond op de 11de plaats met een totale all-around score van 57,050.
Op de tweede avond begon Kocian op vloer, waar ze een score van 14.250 behaalde, waarmee ze haar score op 28.050 bracht, goed voor een 8ste plaats op het onderdeel. Op sprong turnde ze een goed uitgevoerde Yurchenko met dubbele draai en scoorde een 14,800. Op balk herhaalde ze haar moeilijke oefening met een score van 15,600. Met een totaal van 31,100 werd ze eerste op dit onderdeel, voor Ashton Locklear en Key. Op balk haalde ze een score van 14.250. Ze werd 12de op het onderdeel met een totaal van 27.350.
Kocian werd opnieuw geselecteerd om deel te nemen aan de Wereldkampioenschappen in Glasgow. Op deze wereldkampioenschappen verankerde ze de VS op brug naar hun derde opeenvolgende teamtitel, en kwalificeerde ze zich als derde voor de brugfinale.
In de finale op de brug scoorde ze een 15,366, waardoor kreeg ze historische gouden medaille samen met de Russen Viktoria Komova en Daria Spiridonova, en China's Fan Yilin.

#### 2016
In februari nam Kocian deel aan de WOGA Classic op de balk en de brug en werd eerste op beide onderdelen met scores van respectievelijk 15,550 en 15,700. 
In maart woonde Kocian, samen met  Simone Biles, Gabby Douglas, Maggie Nichols en Aly Raisman, de Team USA Media Summit bij in Los Angeles, een evenement voor de media om atleten te interviewen die zouden deelnemen aan de Olympische Spelen van 2016 in Rio de Janeiro. Kocian woonde het evenement bij op krukken en droeg een gips, en bevestigde aan verslaggevers dat ze een gebroken scheenbeen had opgelopen dat haar waarschijnlijk uit de strijd zou nemen voor de 2016 City of Jesolo Trophy en 2016 Pacific Rim Championships teams. Ze herstelde op tijd om deel te nemen aan de U.S. Classic, de P&G Gymnastics Championships, en de 2016 Olympic Team Trials.
Op 10 juli 2016 werd Kocian benoemd tot het Amerikaanse team voor de Olympische Spelen van 2016 naast Biles, Douglas, Raisman, en Laurie Hernandez.
Op 7 augustus nam Kocian deel aan de kwalificatieronde voor de Olympische Zomerspelen. Na alle evenementen in podiumtraining te hebben laten zien, deed ze alleen mee op de brug en scoorde een 15,833. Haar score was de hoogste op dat onderdeel en kwalificeerde haar op de eerste plaats voor de individuele brug finale. Het teamtotaal kwalificeerde USA ook als eerste voor de teamfinale. In de teamfinale op 9 augustus turnde Kocian opnieuw op de brug, en was ze de verankering van team USA op dit onderdeel. Ze behaalde een 15.933 (gelijk aan de hoogste score van de competitie op welk onderdeel dan ook) en hielp zo de ploeg aan het tweede opeenvolgende teamgoud op een Olympische Spelen. Dit was de eerste keer dat een Amerikaans team twee opeenvolgende gouden medailles won.
Op 14 augustus won Kocian een zilveren medaille in de finale van het onderdeel brug, met een score van 15,833 en een tweede plaats achter Aliya Mustafina uit Rusland en voor bronzen medaillewinnares Sophie Scheder uit Duitsland. Dit is de eerste Amerikaanse Olympische medaille op de brug sinds Nastia Liukin in 2008.

## Sportieve loopbaan
| Year | Event                                | Team | Indv.  | Sp.   | Br.    | Ba.    | Vl.    |
| ---- | ------------------------------------ | ---- | ------ | ----- | ------ | ------ | ------ |
| 2009 | Visa National Championships (Junior) |      | 6      |       | 8      |        |        |
| 2009 | TOP Gym                              |      | Brons  | Goud  |        | Zilver |        |
| 2010 | WOGA Classic                         | Goud | Zilver | Goud  | Zilver | 8      | Zilver |
| 2010 | Secret Classic (Junior)              |      | 5      | 5     | Brons  |        |        |
| 2010 | Visa National Championships (Junior) |      | 5      | 6     | Brons  |        | 6      |
| 2011 | Jesolo Trofee                        | Goud | Zilver |       |        |        |        |
| 2011 | WOGA Classic                         | Goud | Zilver | Goud  | 7      | Zilver | Goud   |
| 2012 | WOGA Classic                         | Goud | Zilver |       | Goud   | Brons  | Brons  |
| 2013 | American Classic                     |      | Goud   | Goud  | Goud   | Zilver | Zilver |
| 2013 | WOGA Classic                         | Goud |        | Brons | Zilver |        |        |
| 2013 | Secret U.S. Classic                  |      | 7      |       | Zilver |        |        |
| 2014 | WOGA Classic                         | Goud |        |       | Goud   | Zilver |        |
| 2014 | Jesolo Trofee                        |      |        |       | Goud   |        |        |
| 2014 | Secret U.S. Classic                  |      |        |       | Zilver | 8      |        |
| 2014 | P&G Gymnastics Championships         |      |        |       | Zilver | 5      |        |
| 2014 | Pan American Championships           | Goud |        |       | Zilver | 4      |        |
| 2014 | Wereldkampioenschap                  | Goud |        |       |        |        |        |
| 2015 | Secret U.S. Classic                  |      |        |       | Goud   | 9      |        |
| 2015 | P&G Gymnastics Championships         |      | 6      |       | Goud   | 12     | 8      |
| 2015 | Wereldkampioenschap                  | Goud |        |       | Goud   |        |        |
| 2016 | WOGA Classic                         | Goud |        |       | Goud   | Goud   |        |
| 2016 | Secret U.S. Classic                  |      |        |       | Zilver | 15     |        |
| 2016 | P&G Gymnastics Championships         |      | 5      |       | Zilver | 7      | 6      |
| 2016 | Olympisch Test Event                 |      | 8      | 12    | Goud   | 9      | 9      |
| 2016 | Olympische Spelen                    | Goud |        |       | Zilver |        |        |